# Scissors - Forbici
Scissors - Forbici (Scissors) è un film del 1991 diretto da Frank De Felitta.

## Trama
Una donna, in cura da uno psicanalista per uno shock infantile, è ossessionata dalle bambole che aggiusta con le forbici, arma di difesa anche da un ignoto persecutore che la minaccia e che ha tentato di assalirla. La donna, spaventata, declina tutte le avances d'un giovane attore televisivo, suo vicino di casa, che le corre in aiuto dopo un tentativo di stupro subìto nell'ascensore del palazzo dal suo misterioso nemico. L'attore, pur conoscendola poco, è speranzoso di riuscire ad aiutare la donna a superare le sue fragilità ed ossessioni. Lei, in cerca di occasioni professionali, un giorno è convocata per un colloquio a casa di uno sconosciuto datore di lavoro. Recatasi all'appuntamento rimane letteralmente imprigionata nell'abitazione di costui, dopo averlo trovato nel letto ucciso con delle forbici identiche alle sue, senza nessun oggetto che possa aiutarla ad uscire e nonostante i numerosi messaggi d'aiuto che invia. Giorni dopo arriva nell'appartamento blindato il suo "carceriere" e stalker, che altri non è che il suo psicanalista. Il terapeuta, ha ucciso l'uomo perché amante della moglie, e ha deciso di sfruttare la paziente rendendola apparentemente colpevole, facendole riemergere in quei giorni di completo isolamento tutti i comportamenti anomali ed il trauma infantile: la morte del patrigno, da cui da piccola aveva subito abusi, ucciso dalla madre con delle forbici mentre l'uomo giocava con lei con una bambola. La paziente, malgrado il suo grave stato confusionale, riesce però a fuggire dalla casa dov'è stata rinchiusa, lasciando lo psicanalista e la moglie segregati all'interno. Per una fortunata coincidenza ad aspettarla giù dall'edificio c'è il suo spasimante, l'unico che, innamorato, ha avuto sospetti sulla sua misteriosa scomparsa.